# Пасадена-Гіллс (Флорида)
Пасадена-Гіллс (англ. Pasadena Hills) — переписна місцевість (CDP) в США, в окрузі Паско штату Флорида. Населення — 11 120 осіб (2020).

## Географія
Пасадена-Гіллс розташована за координатами 28°16′48″ пн. ш. 82°13′28″ зх. д. / 28.28000° пн. ш. 82.22444° зх. д. (28.280014, -82.224379).  За даними Бюро перепису населення США в 2010 році переписна місцевість мала площу 81,13 км², з яких 78,34 км² — суходіл та 2,78 км² — водойми.

## Демографія
Згідно з переписом 2010 року, у переписній місцевості мешкало 7570 осіб у 3119 домогосподарствах у складі 2149 родин. Густота населення становила 93 особи/км².  Було 3761 помешкання (46/км²).
Расовий склад населення:
| - 88,2 % — білих - 5,1 % — чорних або афроамериканців - 2,2 % — азіатів - 0,4 % — корінних американців - 2,0 % — осіб інших рас |

До двох чи більше рас належало 2,1 %. Частка іспаномовних становила 10,6 % від усіх жителів.
За віковим діапазоном населення розподілялося таким чином: 19,9 % — особи молодші 18 років, 55,1 % — особи у віці 18—64 років, 25,0 % — особи у віці 65 років та старші. Медіана віку мешканця становила 46,6 року. На 100 осіб жіночої статі у переписній місцевості припадало 96,7 чоловіків;  на 100 жінок у віці від 18 років та старших — 93,6 чоловіків також старших 18 років.
Середній дохід на одне домашнє господарство  становив 62 467 доларів США (медіана — 41 939), а середній дохід на одну сім'ю — 75 743 долари (медіана — 60 100). Медіана доходів становила 52 500 доларів для чоловіків та 34 033 долари для жінок. За межею бідності перебувало 6,0 % осіб, у тому числі 4,7 % дітей у віці до 18 років та 5,1 % осіб у віці 65 років та старших.
Цивільне працевлаштоване населення становило 3384 особи. Основні галузі зайнятості: освіта, охорона здоров'я та соціальна допомога — 26,7 %, мистецтво, розваги та відпочинок — 12,8 %, роздрібна торгівля — 12,0 %.